# Chrám Matky Boží Životodárného pramene
Chrám Matky Boží Životodárného pramene – (řec. Μονὴ τῆς Θεοτόκου τῆς Πηγῆς, př. Moni tis Theotóku tis Pigis; tur. Balıklı Meryem Ana Rum Manastiri) nebo prostě Životodárný pramen (řec.Ζωοδόχος Πηγή, Zoödochos Pege) je monastýr a svatyně v Istanbulu v Turecku.
Chrám z roku 1835 nese stejné zasvěcení jako původní svatyně postavená nad léčivým pramenem císařem Leonem I., jenž vodní zřídlo nazval Životodárný pramen. Pozdější větší chrám nechal z vděčnosti za své uzdravení postavit císař Justinián I. K chrámu byl za nějaký čas dostavěn monastýr.

## Historie
Podle historiků Prokopia z Kaisareie a Georgia Kedrenose byl chrám postaven císařem Justiniánem v posledních letech jeho vlády (559-560) u pramene vody ze svaté studny (řec. ἁγίασμα, hagiasma, odtud turecky ayazma), která se nacházela za Theodosiánskými hradbami v místě dnešní Silivrijské brány (angl. Gate of the Spring) neboli Brána pramene.
Budova prošla v průběhu staletí mnoha opravami. Největší si vyžádala zemětřesení v roce 790 za císařovny Ireny a velké zemětřesení v roce 869 za Basileia I. Bulharský car Simeon I. dne 7. září 924  celý komplex klášterních budov vypálil, ale ihned jej obnovil byzantský císař Romanos I. Lakapenos. O tři roky později se Simeonův syn Petr oženil s Marií, Lakapenovou neteří.
Vzhledem ke své poloze za městem byl monastýr často využíván jako místo vyhnanství. V roce 1078 zde byl vypovězen Georgios Monomachos. V roce 1084 císař Alexios I. Komnenos zde uvěznil filozofa Jana Itala kvůli jeho novoplatónským teoriím.

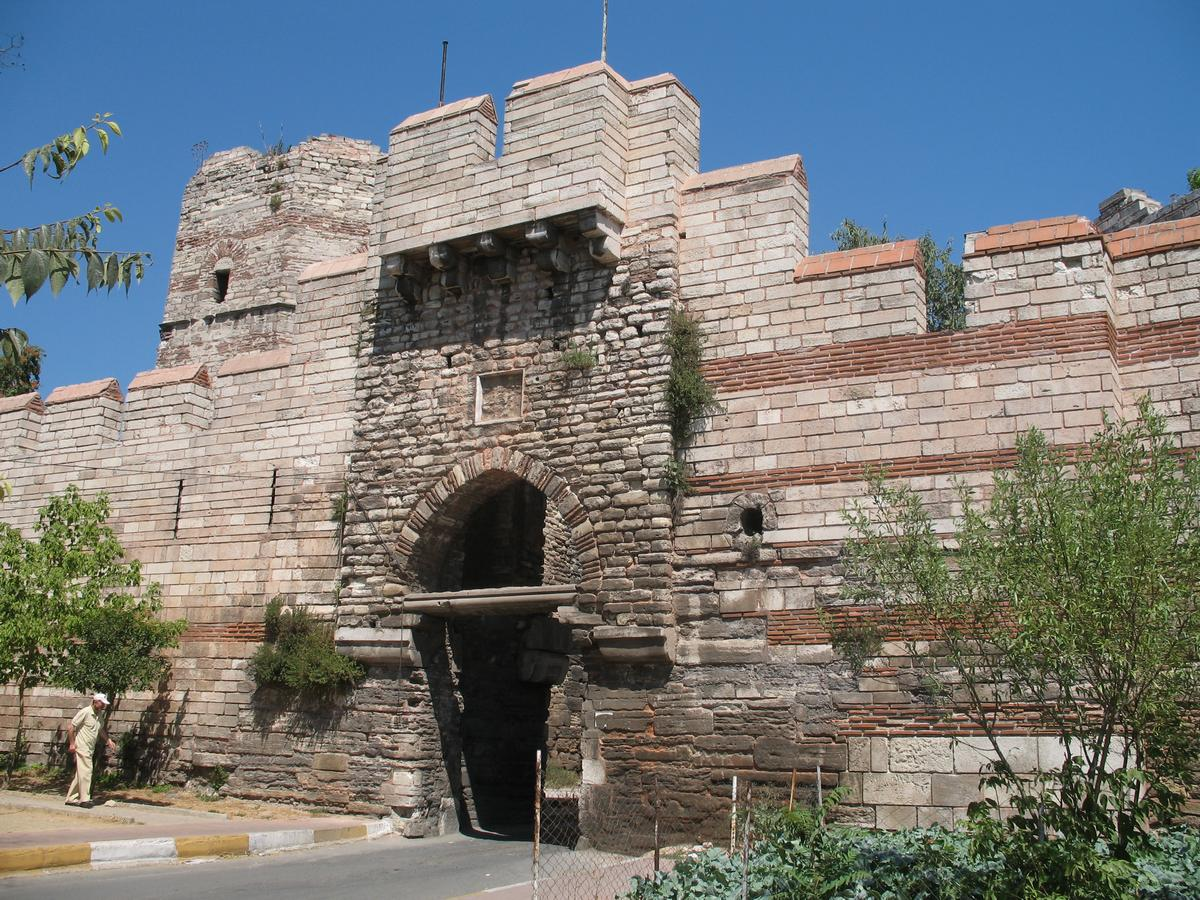
Brána pramene, Theodosiánské hradby, Konstantinopol

Po latinském vpádu v roce 1204 byl chrámový komplex obsazen latinským duchovenstvem, což podle byzantských pramenů způsobilo konec zázračných vyléčení z pramene. Andronikos III. Palaiologos roku 1328 použil monastýr jako svojí základnu k útoku na Konstantinopol. O dva roky později však, když umíral ve městě Didymoteicho, se napil vody z Životodárného pramene a okamžitě se uzdravil.
Během osmanského obléhání Konstantinopole v roce 1422 se ve svatyni utábořil sultán Murad II. Ruští poutníci z 15. století se o chrámu nezmiňují, pouze o prameni.

## Osmanské a turecké období

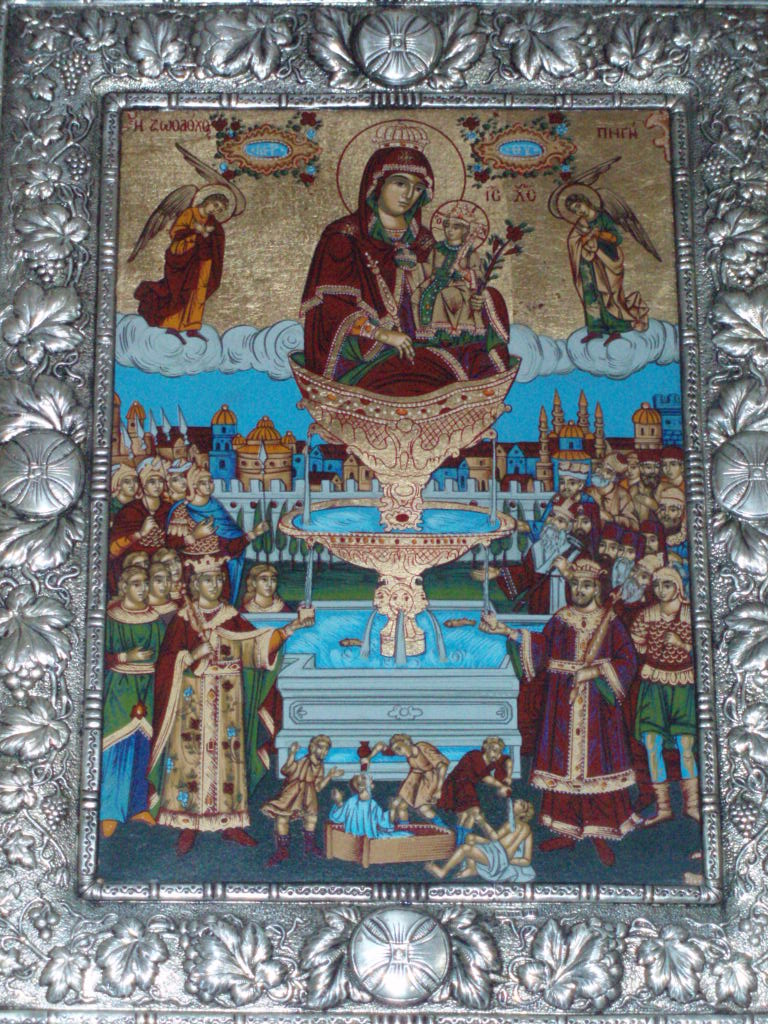
Panagia Argokiliotissa – Zoodochos Pigi, kopie ikony, která byla nalezena na ostrově Naxos v Řecku.

Po pádu města Konstantinopole do rukou osmanských Turků v roce 1453 byl chrám muslimy zbořen. Francouzský učenec 16. století Petrus Gyllius píše, že v roce 1547 už chrám neexistoval, ale nemocní nadále navštěvovali zázračný pramen.
V roce 1727 nechal Nikodém, metropolita derkoský a neochoritský, postavit nad hagiasmou malou kapli. V kapli byla uctívána ikona, která byla objevena v základech zbořeného chrámu. Arméni se snažili zmocnit pramene, ale několik vydaných firmanů zajistilo vlastnictví Řekům. Komplex kontrolovali turečtí strážci, kteří od poutníků vybírali daň, jež sloužila k údržbě vězení. Později přešel komplex do vlastnictví Konstantinopolského patriarchátu a v roce 1821 janičáři zničili kapli a pramen otrávili. V roce 1833 bylo patriarchovi Konstantinovi I. na základě firmanu povoleno obnovit chrám, který byl slavnostně otevřen v roce 1835. V chrámu jsou od té doby pohřbíváni konstantinopolští patriarchové. Nakonec sami muslimové začali pramen uctívat a nazývat "Voda svaté Marie".
Během Istanbulského pogromu 6. září 1955 se chrám stal terčem útoku státem podporovaného fanatického muslimského davu, který otevřel sarkofágy ekumenických patriarchů a jejich ostatky rozmetal. Dav chrám a monastýr zcela vypálil, postupně byly škody obnoveny.
Při tomto chrámu se nachází ženský monastýr Pramene Matky Boží (řec. Ἱερὰ Πατριαρχικὴ καὶ Σταυροπηγιακὴ Μονὴ τῆς Ζωοδόχου Πηγῆς Βαλουκλῆ).

## Význam

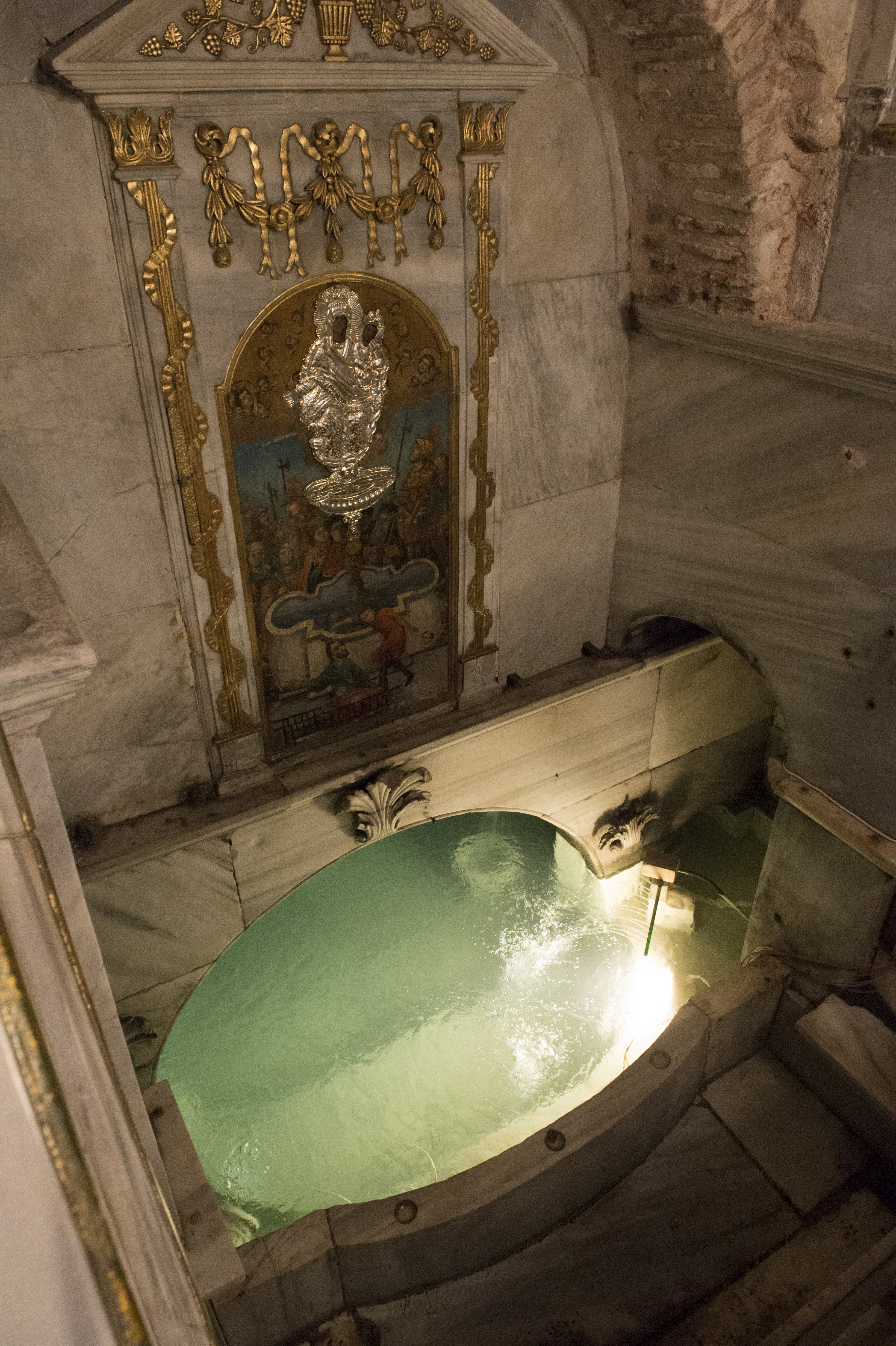
Životodárný pramen Matky Boží, vodní nádržka, v níž se prohání ryby.

Svatyně je řízena titulárním biskupem a patří k nejoblíbenějším mezi istanbulskými pravoslavnými, kteří ji navštěvují zejména na Světlý pátek po Velikonocích a 14. září. V tyto dva dny se zde koná velká slavnost, jak profánní, tak náboženská. V chrámu také probíhají pohřební obřady lidí, kteří jsou poté pohřbeni na nedalekém hřbitově.
V byzantské době byla svatyně jednou z nejdůležitějších v Konstantinopoli. V den Nanebevstoupení Páně připlul císař lodí do malého přístavu Zlatá brána. Přijel ke svatyni, kde byl uvítán s křížem a věnci květin. Později se ve svých komnatách převlékl do slavnostního roucha a po přijetí patriarchy oba ruku v ruce vstoupili do chrámu. Po proběhlé slavnostní liturgii pozval císař patriarchu na večeři.
Každá budoucí císařovna, která přijela do Konstantinopole na den své svatby, byla svým budoucím chotěm přijata v monastýru Životodárného pramene.
Slavnost posvěcení chrámu se konala 9. července. Kromě toho se zde slavil svátek Nanebevstoupení Páně, svatba v Káně Galilejské (8. ledna) a výročí zázraku Lva I. (16. srpna).

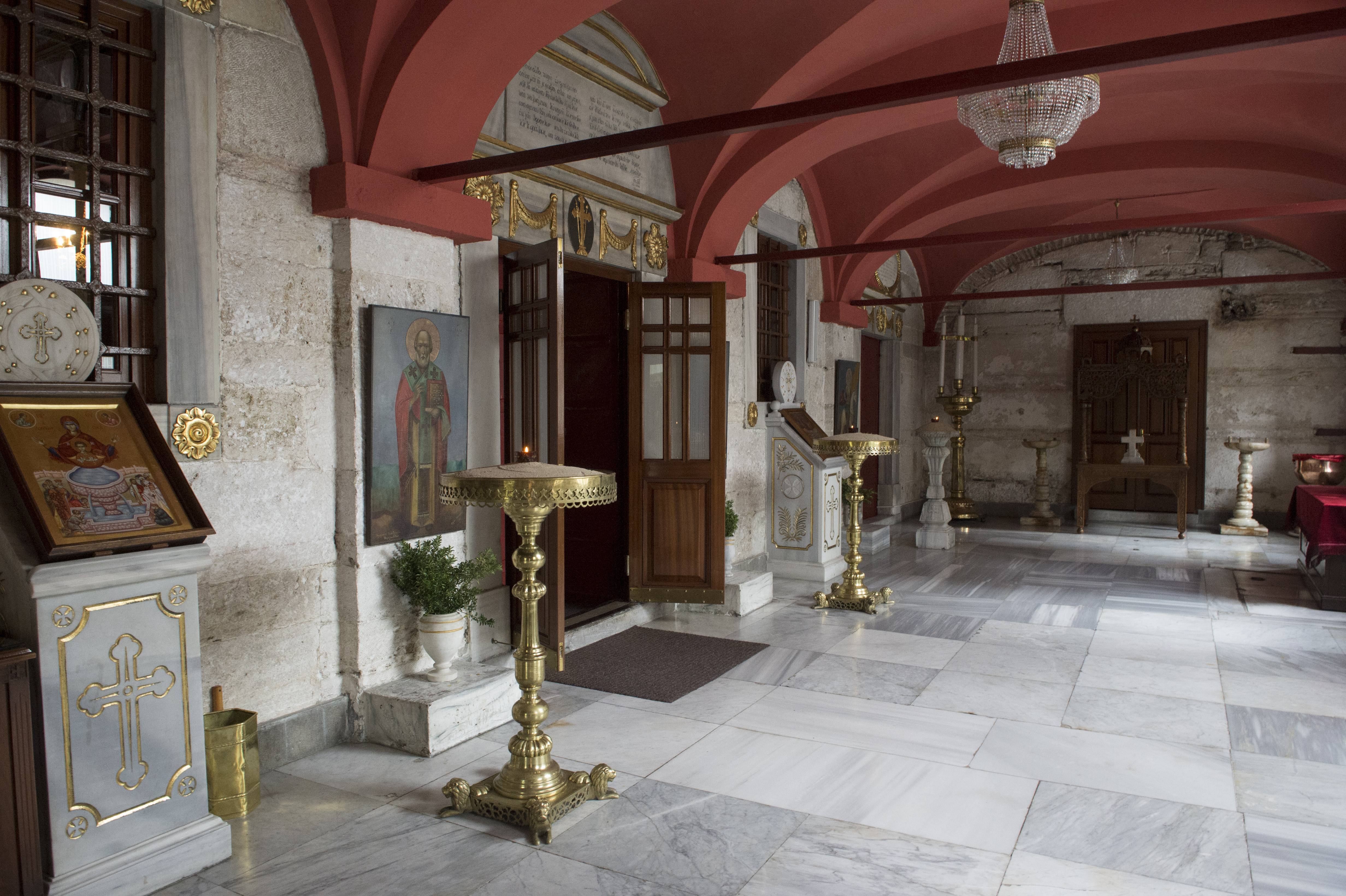
Chrám Matky Boží Životodárného pramene – interiér, narthex

Životodárný pramen dal v řeckém světě vzniknout mnoha chrámům a monastýrům nesoucím stejné jméno, ale většina z nich byla postavena až po zániku Byzantské říše.

## Ikona
Na ikoně Životodárný pramen Matky Boží je zobrazena Panna Marie žehnající a objímající Dítě. Je obklopena dvěma anděly a obvykle sedí na vyvýšenějším ze dvou kalichů, která jsou podpírána proudem vody vycházejícím z větší mramorové kašny zdobené křížem. Kolem ní stojí císař se svou gardou, zatímco vlevo je patriarcha s biskupy. Na pozadí je vyobrazen Lev I. se slepcem spolu s hradbami města. Pod kašnou jsou zobrazeni vodou z pramene uzdraveni ochrnutý a šílený.

## Popis

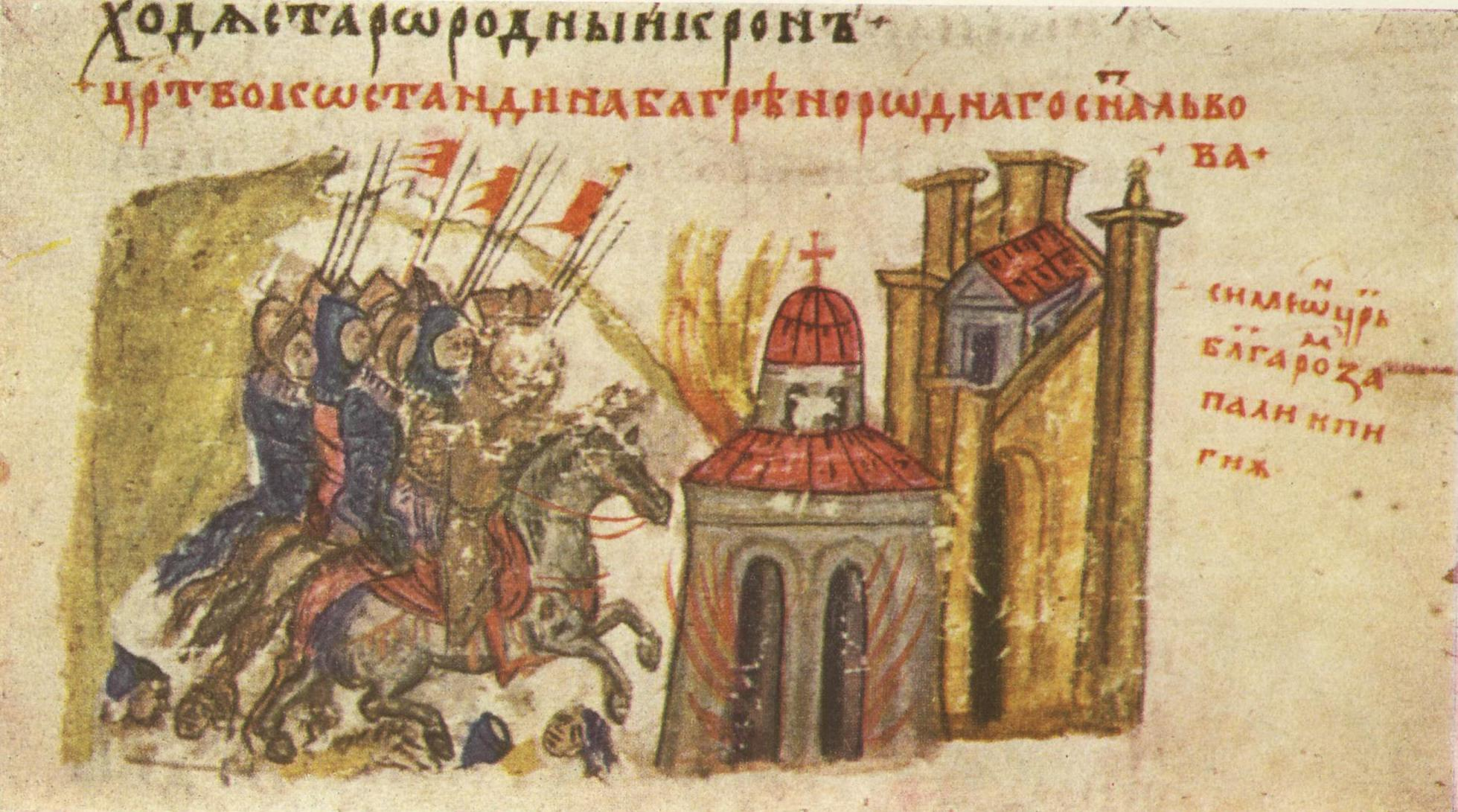
Miniatura 61 z Kroniky Konstantina Manassese, 14. století: Na příkaz bulharského cara Simeona I. byl spálen chrám "Svaté Marie u pramene" u Konstantinopole.

Podle Nikephora Kallista Xanthopoula (píšícího ve čtrnáctém století) měl chrám v té době obdélníkový tvar bazilikálního typu s poměrem stran 4:3 a byl částečně podsklepený. Byl obklopen dvěma exonarthexy (na východní a západní straně) a dvěma esonarthexy (na jižní a severní straně). Světlo přicházející zvenčí se soustředilo na zdroj, k němuž se dalo sejít po dvou schodištích o 25 schodech. Každé schodiště bylo ohraničeno mramorovým zábradlím a zakončeno mramorovou arkádou. Voda padala do mramorové nádrže a vodní potrubí ji rozváděla po chrámu. Budova byla vyzdobena freskami a završena kupolí třpytící se ryzím zlatem. Chrám obklopovaly tři kaple, zasvěcené v tomto pořadí svatému Eustratiovi, Bohorodici a svaté Anně.

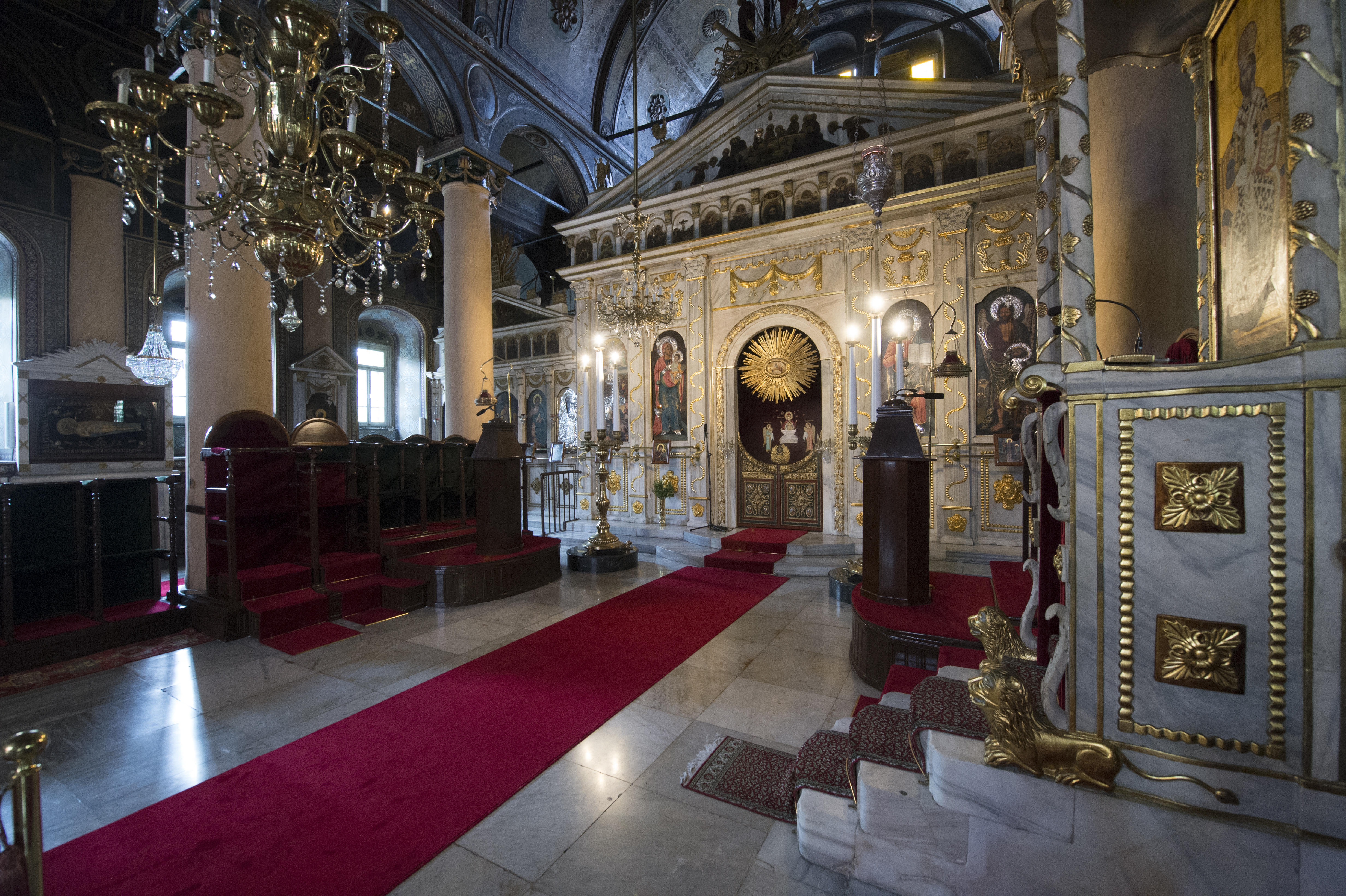
Pohled do chrámu.

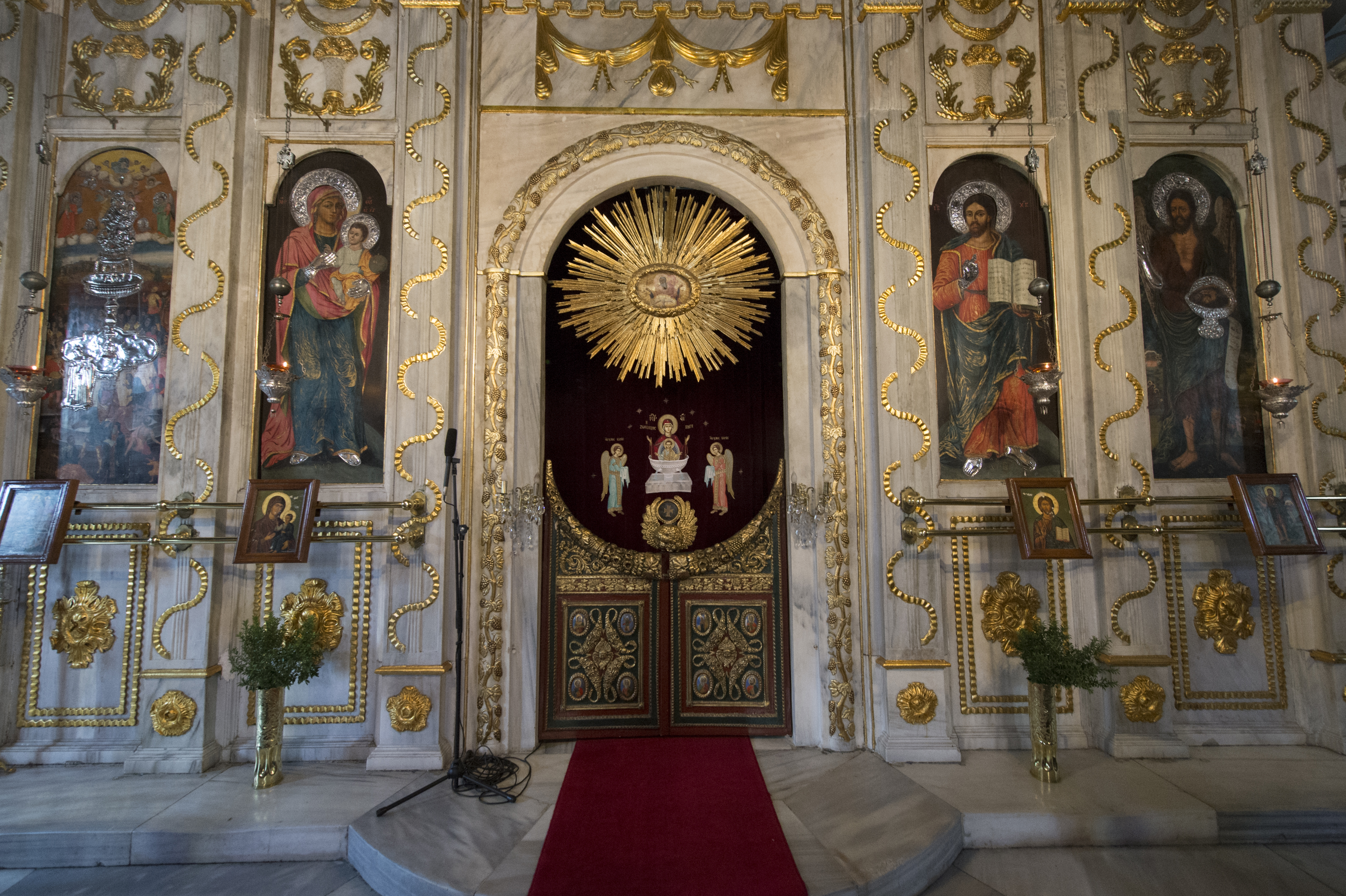
Ikonostas

Nyní má chrám rovněž obdélníkový tvar. Je orientován zhruba ve směru východ-západ, jeho tři lodě jsou rozdělené sloupy a předchází mu esonarthex. U severozápadního nároží se tyčí kovová zvonice. Interiér je bohatě vyzdoben. Na pravé straně poblíž středu lodi se nachází kazatelna, zatímco na konci stojí bohatý ikonostas. Napravo od ikonostasu se nachází ikona, kterou podle tradice napsal apoštol svatý Lukáš.Pramen leží v podzemní kryptě mimo chrám a lze k němu sestoupit po schodišti rovnoběžném s dlouhými stranami kostela. Z krypty vede symetrické schodiště na chrámový dvůr. Krypta je vyzdobena malbami a ikonami a je zakončena kupolí s vyobrazením Krista na hvězdné obloze. Voda vtéká do mramorové nádrže, v níž plavou ryby. Tyto ryby, přítomné v nádrži již po staletí, daly vzniknout tureckému názvu komplexu (balikli v turečtině znamená "místo, kde jsou ryby"). Podle pozdní legendy v den dobytí Konstantinopole mnich smažil ryby na pánvi poblíž pramene a v tom mu kolega oznámil pád města. Mnich odpověděl, že by mu uvěřil, jen kdyby ryby na pánvi ožily. Ty po jeho slovech skočily do pramene a začaly plavat. Na dvoře před chrámem se nachází hřbitov s mramorovými hrobkami – většinou z 19. a 20. století – patřícími bohatým istanbulským Rûmům. Je zde pohřbeno také několik patriarchů. Několik náhrobků s nápisy v karamanli, které tvoří zdaleka největší dochovanou skupinu v tomto jazyce. Komplex obklopují také dva velké hřbitovy, respektive arménský a řecký, každý obehnaný vysokou zdí.
Asi kilometr jižně od chrámu se nachází významná řecká nemocnice Balikli Rum Hastanesi Vakif.

## Galerie

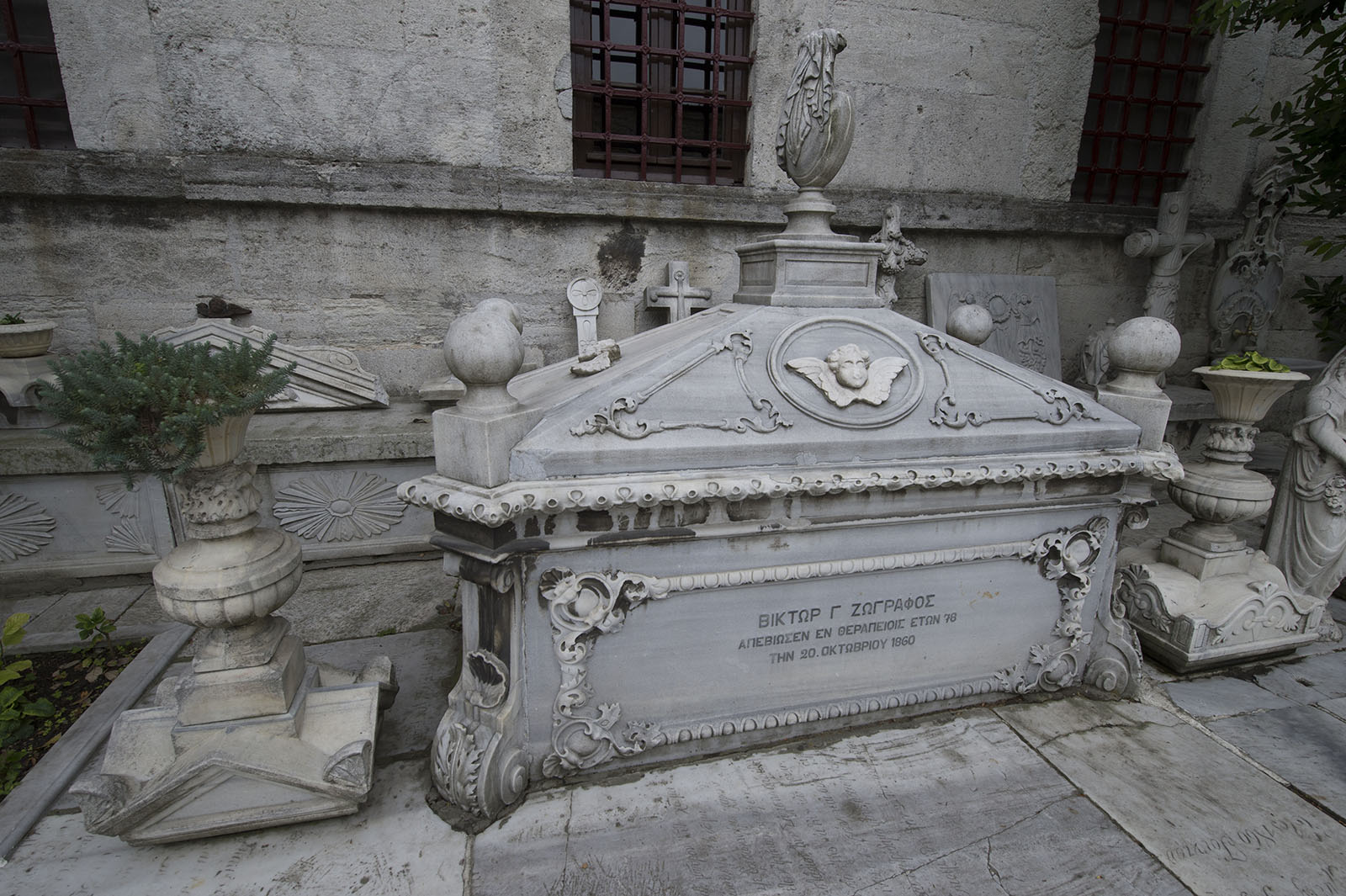
Mramorový sarkofág na chrámovém dvoře.
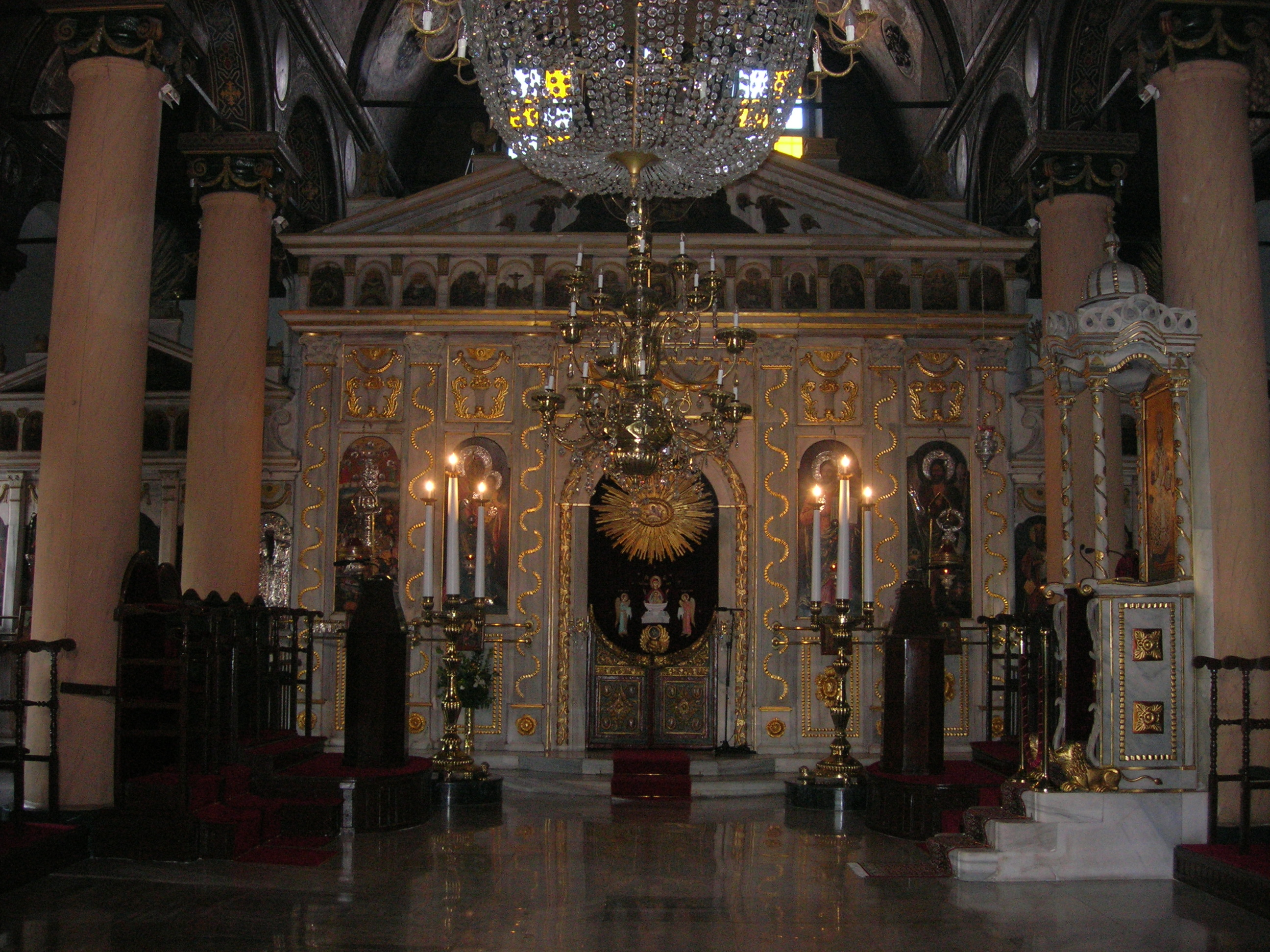
Hlavní loď.
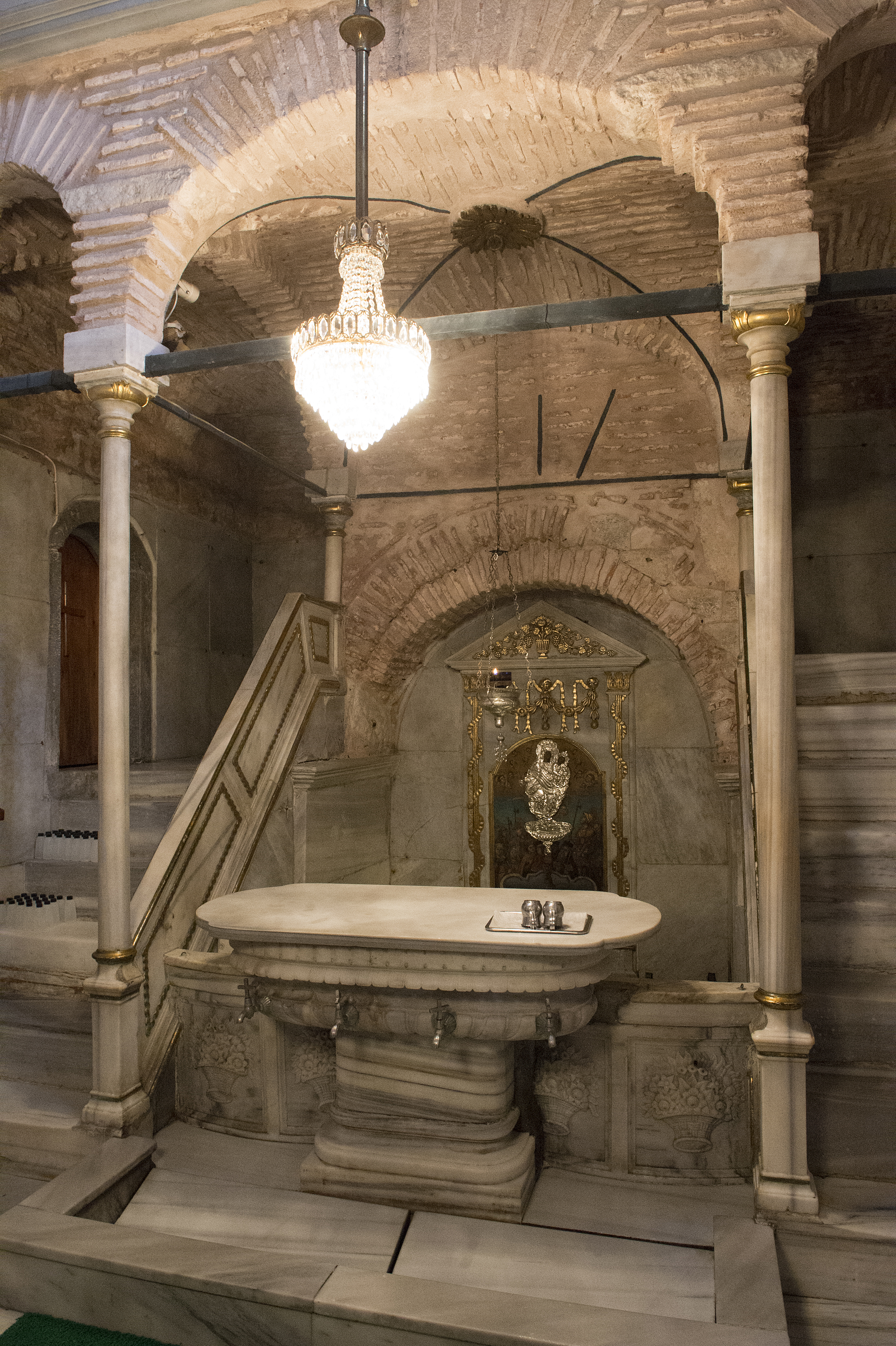
Vodní nádrž v kryptě chrámu.
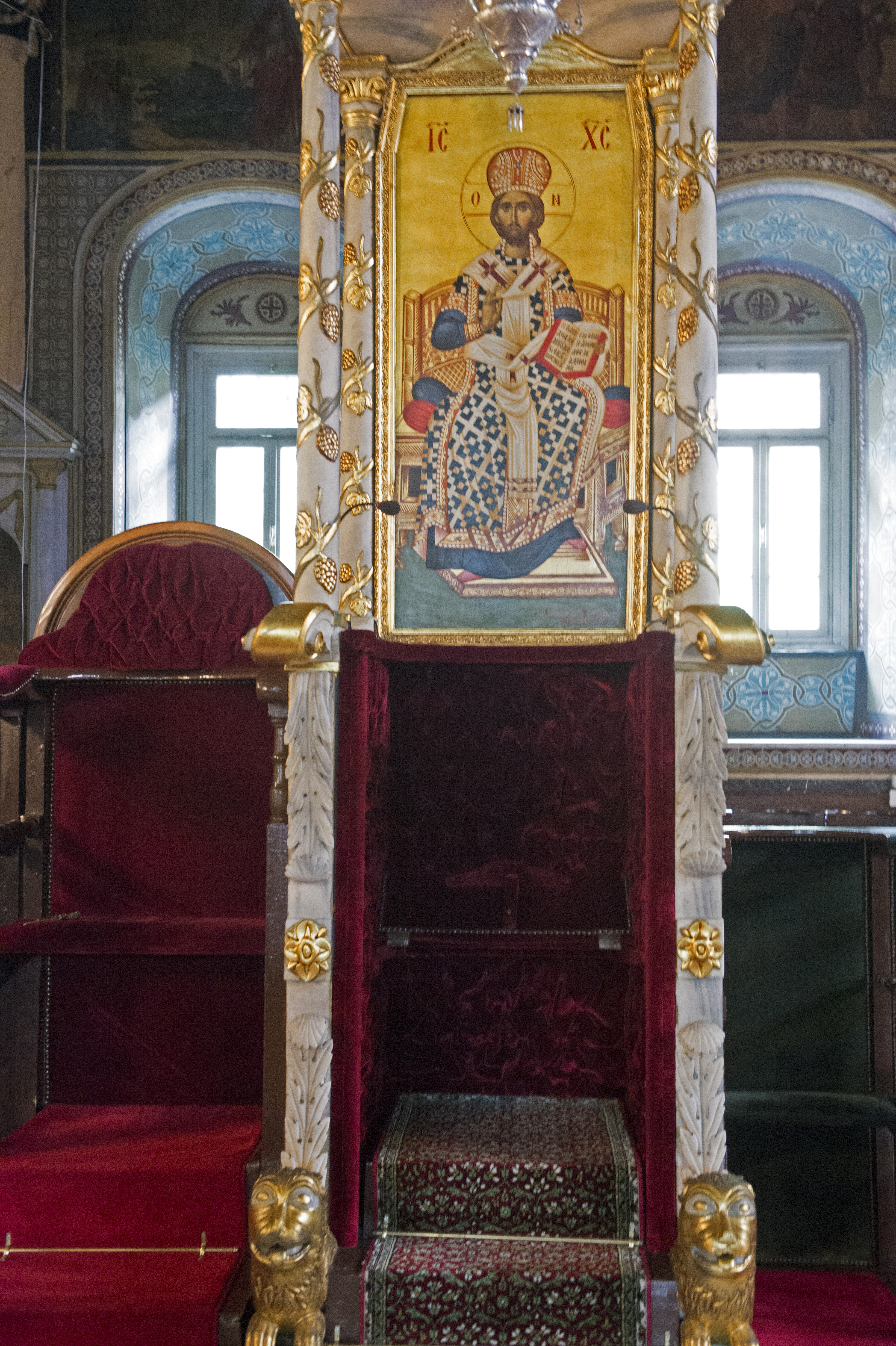
Křeslo pro biskupa (patriarchu).
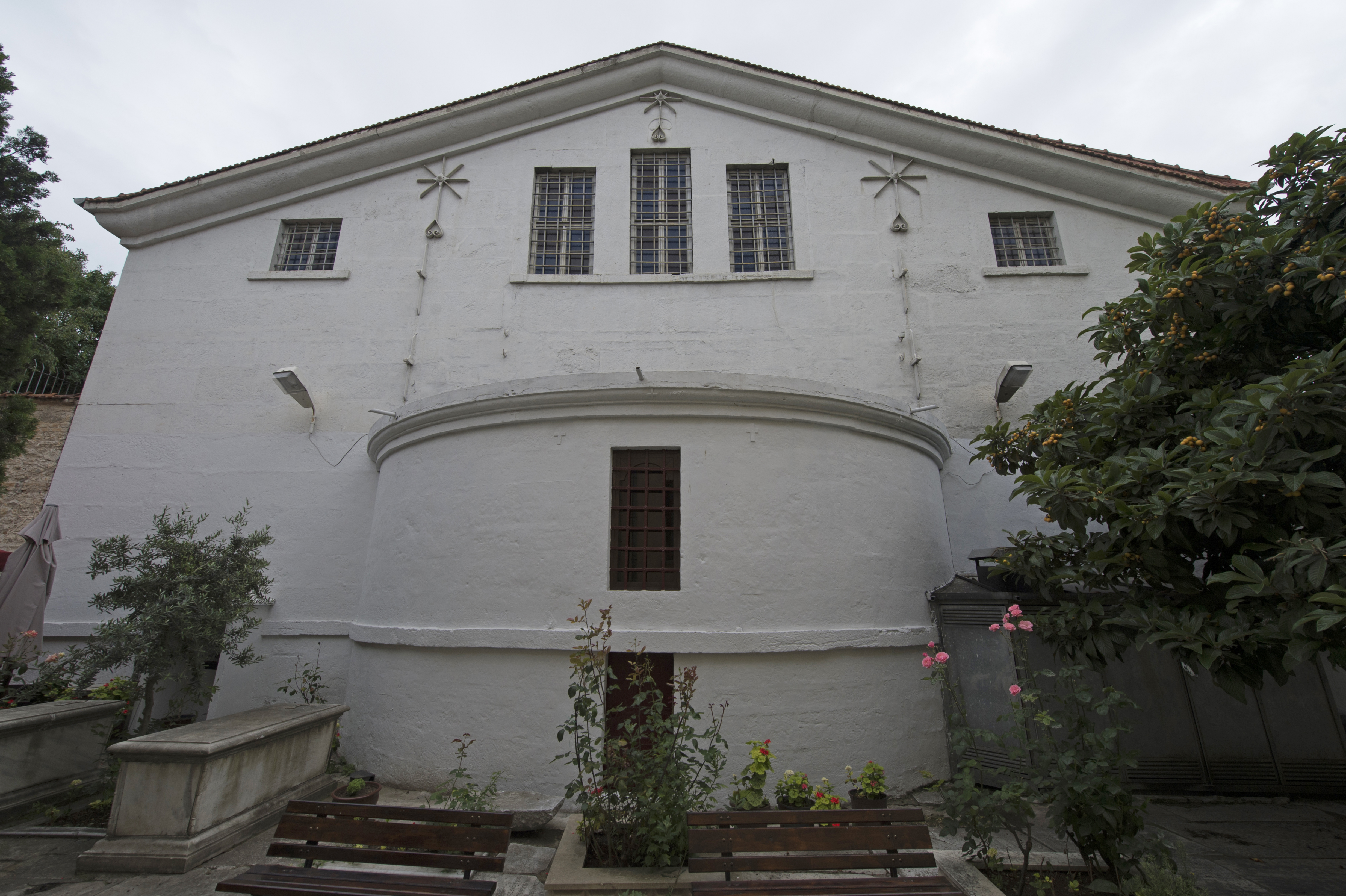
Chrám – exteriér

### Podobné články
- Životodárný pramen Matky Boží

- Chrám Matky Boží Vlachernské
- Chrám Bohorodice Farosské
- Hagia Sofia
- Monastýr Krista Pantokratora
- Theotokos Pammakaristos
- Chrám svatých Apoštolů
- Chrám svatého Spasitele v Chóře
- Chrám svatého Polyeukta
- Lips monastýr (mešita Fenari Isa)